# Косью
Ко́сью, Косъю — река в Республике Коми (городской округ Инта), левый приток реки Усы (бассейн Печоры).

## Этимология
Название происходит от гидронима Косью из коми языка кось ю «порожистая река». Похожее происхождение названия имеет река Косьва.

## География
Длина — 259 км, площадь бассейна — 14 800 км². Питание дождевое и снеговое. Средний расход в 45 км от устья — 120 м³/с. Замерзает в конце октября — начале ноября, вскрывается в мае.
Крупнейшие притоки — Вангыр, Большая Саръюга, Малая Саръюга (левые); Кожим, Большая Инта (правые).
Косью начинается на западных склонах Приполярного Урала возле границы с Ханты-Мансийским автономным округом у районе расположения высочайших вершин Уральского хребта горы Народная и Манарага.
В верховьях течёт на северо-запад по ненаселённой местности, быстро собирая воду многочисленных небольших притоков. Поначалу представляет собой горный поток, затем река расширяется до 50—100 метров, в русле многочисленные пороги, валуны, скальные прижимы. Течение очень сильное, убыстряющееся на порогах и перекатах. В нескольких местах река прорывается через скальные ворота, сужаясь в этих местах до 10 метров. Берега скалистые, высокие, заросшие лесом.
После впадения Вангыра поворачивает на север, пороги исчезают, но скорость течения продолжает оставаться высокой. Берега понижаются, лес на берегах чередуется с болотами, ширина русла 100—150 метров. Косью пересекает железную дорогу Котлас — Печора — Воркута возле деревни Косью и одноимённой станции.
В нижнем течении в районе деревни Кожымвом резко расширяется до 200—500 метров, скорость течения резко падает, река начинает петлять среди заболоченной местности и образовывать острова и протоки. В 40 километрах от места впадения в Усу Косью принимает справа Большую Инту, выше по которой стоит город Инта. В Усу впадает на 206 км.
В нижнем течении судоходна. В верховьях используется водными туристами для совершения водных походов.
По реке Косью проходит западная граница национального парка «Югыд ва».

## Данные водного реестра
По данным государственного водного реестра России и геоинформационной системы водохозяйственного районирования территории РФ, подготовленной Федеральным агентством водных ресурсов:
- Бассейновый округ — Двинско-Печорский
- Речной бассейн — Печора
- Речной подбассейн — Уса
- Водохозяйственный участок — Уса
- Код водного объекта — 03050200112103000068637

## Топографические карты
- Лист карты Q-40-XVII,XVIII. Масштаб: 1 : 200 000. Указать дату выпуска/состояния местности.
- Лист карты Q-40-XXIII,XXIV. Масштаб: 1 : 200 000. Указать дату выпуска/состояния местности.
- Лист карты Q-40-XXIX,XXX. Масштаб: 1 : 200 000. Указать дату выпуска/состояния местности.